# Mavinakatte Koppalu, Krishnarajpet
Mavinakatte Koppalu là một làng thuộc tehsil Krishnarajpet, huyện Mandya, bang Karnataka, Ấn Độ.